# Feun en de geest van de rode dood
Feun en de geest van de rode dood is het tweede en voorlopig laatste deel van de boekenreeks Feun. Deze boeken spelen zich af in 25.000 v.Chr.
De ziekte "rode dood" heerst in het rendierenkamp, dit is een dodelijke ziekte. De medicijnvrouw, de moeder van Feun, en Feun zelf proberen de zieken zo goed mogelijk te verzorgen, maar hen genezen kunnen ze niet zonder longkruid. Bij de vorige stamgrot was dit veelvuldig aanwezig, maar in en rond het rendierenkamp niet. Feun vraagt haar moeder om het kruid te beschrijven. Feun meent dit gezien te hebben toen ze wegliep van de stam, op twee dagreizen van het kamp vandaan. Ze gaat dit zoeken samen met Varn en haar zusje Kesse. Na twee dagen komen ze aan. Ze scheppen voorzichtig het kruid uit en beslissen de volgende dag terug te keren naar het kamp, maar het noodlot slaat toe, Kesse schuift weg en breekt een arm en verstuikt haar enkel. Hier zal Kesse weken niet op kunnen lopen. Samen beslissen ze dat Varn maar alleen moet terugkeren naar het kamp om het kruid te bezorgen en hij belooft enkele dagen later terug te keren met versterking om Kesse te dragen. In die enkele dagen worden Feun en Kesse ontdekt door een vreemde stam. De stam heeft vrouwen te kort en dus nemen ze hen mee. Na een vijftal dagen stappen komen ze aan bij de stam. In afwachting tot ze worden uitgehuwd helpt Kesse de vrouwen en helpt Feun de Magiër met het maken van aftreksels en het verzorgen van de gewonden. Een paar weken later komt Varn hen bevrijden.